# Riksdagen 1909
Riksdagen 1909 ägde rum i Stockholm.
Riksdagens kamrar sammanträdde i riksdagshuset den 15 januari 1909. Riksdagsarbetet inleddes ceremoniellt genom riksdagens högtidliga öppnande i rikssalen på Stockholms slott den 16 januari. Första kammarens talman var Christian Lundeberg (Protektionistiska partiet), andra kammarens talman var Axel Swartling (Lantmannapartiet). Riksdagen avslutades den 26 maj 1909.